# RR Pictoris
RR Pictoris, auch Nova Pictoris 1925, war eine langsame Nova vom Typ NB, die im Sternbild Maler aufleuchtete. Sie wurde am 25. Mai 1925 vom südafrikanischen Astronomen R. Watson mit einer Magnitude von 2,3 m entdeckt. Ihre Helligkeit nahm weiter zu, bis sie am 6. Juni 1925 ihr Maximum mit 1,1 ± 0,1 m erreichte.
Es scheint genügend Beweise zu geben, die darauf hindeuten, dass das Maximum vom Juni 1925 ein sekundäres Ereignis war. Mit der Annahme, dass der primäre Ausbruch mindestens die gleiche Magnitude wie das Maximum vom Juni erreicht hatte, und irgendwann nach dem 18. Februar zu beobachten gewesen wäre, könnte am 13. April 1925 die Helligkeit auf 3,0 m abgesunken sein, und würde somit deutlich besser zu einer geforderten linearen Abnahme von t2 = 29 Tagen passen.
Bis zum 4. Juli ging die Helligkeit weiter auf 4,0 m zurück, stieg jedoch am 9. August wieder auf 1,9 m an. Ein halbes Jahr nach dem Maximum verblasste RR Pictoris so stark, dass sie für das bloße Auge nicht mehr sichtbar war, und ging bis 1975 auf eine Magnitude von 12,5 m zurück.
RR Pictoris ist ein kataklysmisch veränderliches Doppelsternsystem, das aus einem Begleitstern der seine Roche-Grenze überschritten hat, und einem Weißen Zwerg besteht, die sich in enger Umlaufbahn mit einer Periodendauer von 3,48 Stunden umkreisen. Geschwindigkeitsberechnungen deuten darauf hin, dass sich der Begleiter nicht mehr auf der Hauptreihe befindet, und bereits begonnen hat sich aufzublähen und abzukühlen, da  die Wasserstofffusion im Kern zum Erliegen gekommen ist. Die Entfernung von RR-Pictoris zur Erde wird auf ungefähr 520 pc (1.696 Lj) geschätzt.